# 陳文公
陳文公（？—前745年），媯姓，名圉，為春秋諸侯國陳國君主之一，他為陳平公兒子，承襲陳平公擔任該國君主，在位期間為前754年—前745年，共在位10年。他是陳國第11位君主。

## 家庭

### 父母
- 父：陳平公

### 子女
- 長子：陳桓公
- 次子：陳佗

| 前任： 陳平公 | 春秋陳國君主 在位期間前754年—前745年，共在位10年 | 繼任： 陳桓公 |